# 邦达列沃农村居民点
邦达列沃农村居民点（俄语：Бондаревское сельское поселение）是俄罗斯联邦沃罗涅日州坎捷米罗夫卡区所属的一个农村居民点。其下辖有2个居民点，行政中心为邦达列沃。据2016年统计，该农村居民点的人口为1295人。